# Quy luật thống nhất và đấu tranh giữa các mặt đối lập
Quy luật thống nhất và đấu tranh của các mặt đối lập hay còn gọi là quy luật mâu thuẫn là một trong ba quy luật cơ bản của phép biện chứng duy vật và là quy luật quan trọng nhất của phép biện chứng duy vật trong triết học Mác - Lênin, là hạt nhân của phép biện chứng. Quy luật này vạch ra nguồn gốc, động lực của sự vận động, phát triển, theo đó nguồn gốc của sự phát triển chính là mâu thuẫn và việc giải quyết mâu thuẫn nội tại trong bản thân mỗi sự vật, hiện tượng.

## Các nhân tố chính

### Các mặt đối lập
Mặt đối lập là những mặt có những đặc điểm, những thuộc tính, những tính quy định có khuynh hướng biến đổi trái ngược nhau tồn tại một cách khách quan trong tự nhiên, xã hội và tư duy. Sự tồn tại các mặt đối lập là khách quan và là phổ biến trong thế giới. Theo triết học duy vật biện chứng của Engels thì tất cả các sự vật, hiện tượng trên thế giới đều chứa đựng những mặt trái ngược nhau. Ví dụ như: Trong nguyên tử có điện tử và hạt nhân hay trong sinh vật thì có  sự đồng hoá và dị hoá, trong kinh tế thị trường có cung và cầu, hàng và tiền. Những mặt trái ngược nhau đó trong phép biện chứng duy vật gọi là mặt đối lập.

### Mâu thuẫn biện chứng
Các mặt đối lập nằm trong sự liên hệ, tác động qua lại lẫn nhau theo hướng trái ngược nhau, xung đột lẫn nhau tạo thành mâu thuẫn biện chứng. Theo  triết học duy vật biện chứng của Engels thì mâu thuẫn biện chứng tồn tại một cách khách quan và phổ biến trong tự nhiên, xã hội và tư duy. Mâu thuẫn biện chứng trong tư duy là phản ánh mâu thuẫn trong hiện thực và là nguồn gốc phát triển của nhận thức. Mâu thuẫn biện chứng không phải là ngẫu nhiên, chủ quan, cũng không phải là mâu thuẫn trong lôgic hình thức. Mâu thuẫn trong lôgic hình thức là sai lầm trong tư duy.

### Sự thống nhất
Hai mặt đối lập tạo thành mâu thuẫn biện chứng tồn tại trong sự thống nhất với nhau. Sự thống nhất của các mặt đối lập là sự nương tựa lẫn nhau, tồn tại không tách rời nhau giữa các mặt đối lập, sự tồn tại của mặt này phải lấy sự tồn tại của mặt kia làm tiền đề. 
Các mặt đối lập tồn tại không tách rời nhau nên giữa chúng bao giờ cũng có những nhân tố giống nhau. Những nhân tố giống nhau đó gọi là sự "đồng nhất" của các mặt đối lập. Với ý nghĩa đó," sự thống nhất của các mặt đối lập" còn bao hàm cả sự " đồng nhất" của các mặt đó. Engels đã đưa ra ví dụ:
| “        | Giai cấp vô sản và sự giàu có là hai mặt đối lập, với tính cách như vậy chúng hợp thành một chỉnh thể hoàn chỉnh, thống nhất, chế độ tư hữu với tư cách là sự giàu có buộc phải duy trì vĩnh viễn ngay cả sự tồn tại của mặt đối lập của nó là giai cấp vô sản | ” |
| — Engels | |   |

Do có sự "đồng nhất" của các mặt đối lập mà trong sự triển khai của mâu thuẫn đến một lúc nào đó, các mặt đối lập có thể chuyển hoá lẫn nhau. Sự thống nhất của các mặt đối lập còn biểu hiện ở sự tác động ngang nhau của chúng. Song đó chỉ là trạng thái vận động của mâu thuẫn ở một giai đoạn phát triển khi diễn ra sự cân bằng của các mặt đối lập.

### Sự đấu tranh
Các mặt đối lập không chỉ thống nhất, mà còn luôn "đấu tranh" với nhau. Đấu tranh của các mặt đối lập là sự tác động qua lại theo xu hướng bài trừ và phủ định lẫn nhau giữa các mặt đó. Hình thức đấu tranh của các mặt đối lập hết sức phong phú, đa dạng, tuỳ thuộc vào tính chất, vào mối liên hệ qua lại giữa các mặt đối lập và tuỳ điều kiện cụ thể diễn ra cuộc đấu tranh giữa chúng.

## Nội dung quy luật
Mọi sự vật, hiện tượng đều chứa đựng những mặt, những khuynh hướng đối lập tạo thành những mâu thuẫn trong bản thân nó, sự thống nhất và đấu tranh của các mặt đối lập là nguồn gốc của sự vận động và phát triển, làm cho cái cũ mất đi cái mới ra đời.

### Thống nhất, đấu tranh và chuyển hóa
- Sự thống nhất: Sự thống nhất của các mặt đối lập: Là sự ràng buộc, phụ thuộc, quy định lẫn nhau, đòi hỏi có nhau, nương tựa vào nhau của các mặt đối lập, mặt này lấy mặt kia làm tiền đề tồn tại cho mình. Là sự đồng nhất của các mặt đối lập; là sự tác động ngang nhau của các mặt đối lập.
- Đấu tranh: Sự đấu tranh của các mặt đối lập là sự tác động lẫn nhau, bài trừ và phủ định lẫn nhau của các mặt đối lập. Sự đấu tranh của các mặt đối lập có thể được biểu hiện ở sự ảnh hưởng  lẫn nhau hoặc dùng bạo lực để thủ tiêu lẫn nhau giữa các mặt đối lập,
- Mối quan hệ: Mối quan hệ giũa sự thống nhất và đấu tranh của các mặt đối lập thể hiện ở chỗ trong một mâu thuẫn, sự thống nhất và đấu tranh của các mặt đối lập không tách rời nhau, bởi vì trong sự ràng buộc, phụ thuộc quy định lẫn nhau thì hai mặt đối lập vẫn luôn có xu hướng phát triển trái ngược nhau, đấu tranh với nhau. Không có sự thống nhất sẽ không có đấu tranh, thống nhất là tiền đề  của đấu tranh, còn đấu tranh của các mặt đối lập là nguồn gốc, động lực của sự vận động, phát triển.
- Sự chuyển hóa của các mặt đối lập là tất yếu, là kết quả của sự đấu tranh của các mặt đối lập. Do sự đa dạng của thế giới nên hình thức chuyển hóa cũng rất đa dạng: có thể hai mặt đối lập chuyển hóa lẫn nhau, cũng có thể cả hai chuyển thành những chất mới. Sự chuyển hóa của các mặt đối lập phải có những điều kiện nhất định.

### Sự phát triển
Phát triển là sự đấu tranh của các mặt đối lập: Sự phát triển của sự vật, hiện tượng gắn liền với quá trình hình thành, phát triển và giải quyết mâu thuẫn. Sự thống nhất và đấu tranh của các mặt đối lập là 2 xu hướng tác động khác nhau của các mặt đối lập tạo thành mâu thuẫn. Như vậy, mâu thuẫn biện chứng cũng bao hàm cả "sự thống nhất" lẫn "đấu tranh" của các mặt đối lập. Sự thống nhất và đấu tranh của các mặt đối lập không tách rời nhau, trong quá trình vận động, phát triển của sự vật, sự thống nhất gắn liền với sự đứng im, với sự ổn định tạm thời của sự vật.
Sự đấu tranh gắn liền với tính tuyệt đối của sự vận động và phát triển. Điều đó có nghĩa là sự thống nhất của các mặt đối lập là tương đối, tạm thời; sự đấu tranh của các mặt đối lập là tuyệt đối. 
Việc hình thành, phát triển và giải quyết mâu thuẫn là một quá trình đấu tranh rất phức tạp, trải qua nhiều giai đoạn, mỗi giai đoạn có những đặc điểm riêng của nó:
- Giai đoạn hình thành mâu thuẫn, biểu hiện: đồng nhất nhưng bao hàm sự khác nhau; khác nhau bề ngoài, khác nhau bản chất, mâu thuẫn được hình thành.
- Giai đoạn phát triển của mâu thuẫn, biểu hiện: các mặt đối lập xung đột với nhau; các mặt đối lập xung đột gay gắt với nhau.
- Giai đoạn giải quyết mâu thuẫn, biểu hiện: sự chuyển hóa của các mặt đối lập, mâu thuẫn được giải quyết.

Trong sự tác động qua lại của các mặt đối lập thì đấu tranh của các mặt đối lập quy định một cách  tất yếu sự thay đổi của các mặt đang tác động và làm cho mâu thuẫn phát triển. Lúc đầu mâu thuẫn mới xuất hiện mâu thuẫn chỉ là sự khác nhau căn bản, nhưng theo khuynh hướng trái ngược nhau. Sự khác nhau đó càng ngày càng phát triển đi đến đối lập. Khi hai mặt đối lập xung đột gay gắt đã đủ điều kiện, chúng sẽ chuyển hoá lẫn nhau, mâu thuẫn được giải quyết. Nhờ đó thể thống nhất cũ được thay thế bằng thể thống nhất mới; sự vật cũ mất đi sự vật mới ra đời thay thế.
Tuy nhiên, không có thống nhất của các mặt đối lập thì cũng không có đấu tranh giữa chúng. Thống nhất và đấu tranh của các mặt đối lập là không thể tách rời nhau trong mâu thuẫn biện chứng. Sự vận động và phát triển bao giờ cũng là sự thống nhất giữa tính ổn định và tính thay đổi. Sự thống nhất và đấu tranh của các mặt đối lập quy định tính ổn định và tính thay đổi của sự vật. Khi mâu thuẫn đã được giải quyết thì sự vật cũ mất đi, sự vật mới ra đời lại bao hàm mâu thuẫn mới, mâu thuẫn mới lại được triển khai, phát triển và lại được giải quyết làm cho sự vật mới luôn luôn xuất hiện thay thế sự vật cũ. Do vậy, chính sự đấu tranh của các mặt đối lập dẫn đến sự chuyển hóa của các mặt đối lập (giải quyết mâu thuẫn) là nguồn gốc, động lực của sự vận động, phát triển. Nếu mâu thuẫn không được giải quyết (các mặt đối lập không chuyển hóa) thì không có sự phát triển.

### Tính chất
Mâu thuẫn là sự liên hệ, tác động qua lại lẫn nhau của các mặt đối lập bên trong một sự vật, một hiện tượng. Mâu thuẫn là hiện tượng khách quan và phổ biến. Mâu thuẫn có tính chất khách quan vì nó là cái vốn có trong sự vật, hiện tượng, là bản chất chung của mọi sự vật, hiện tượng. Mâu thuẫn có tính phổ biến vì nó tồn tại trong tất cả mọi sự vật hiện tượng, mọi giai đoạn, mọi quá trình, tồn tại trong cả tự nhiên, xã hội và tư duy.
Vì mâu thuẫn là hiện tượng khách quan, phổ biến nên mâu thuẫn rất đa dạng và phức tạp. Trong các sự vật, hiện tượng khác nhau thì tồn tại những mâu thuẫn khác nhau, trong bản thân mỗi sự vật, hiện tượng cũng chứa đựng nhiều mâu thuẫn khác nhau, trong mỗi giai đoạn, mỗi quá trình cũng có nhiều mâu thuẫn khác nhau. Mỗi mâu thuẫn có vị trí, vai trò và đặc điểm khác nhau đối với sự vận động, phát triển của sự vật, hiện tượng.

## Phân loại mâu thuẫn
Mâu thuẫn tồn tại trong tất cả các sự vật, hiện tượng, cũng như trong tất cả các giai đoạn phát triển của chúng. Mâu thuẫn hết sức phong phú, đa dạng. Tính phong phú đa dạng được quy định một cách khách quan bởi đặc điểm của các mặt đối lập, bởi điều kiện tác động qua lại của chúng, bởi trình độ tổ chức của hệ thống (sự vật) mà trong đó mâu thuẫn tồn tại.
Căn cứ vào quan hệ đối với sự vật được xem xét, có thể phân biệt thành mâu thuẫn bên trong và mâu thuẫn bên ngoài.
- Mâu thuẫn bên trong là sự tác động qua lại giữa các mặt, các khuynh hướng đối lập của cùng một sự vật.
- Mâu thuẫn bên ngoài đối với một sự vật nhất định là mâu thuẫn diễn ra trong mối quan hệ sự vật đó với các sự vật khác.

Việc phân chia mâu thuẫn thành mâu thuẫn bên trong và mâu thuẫn bên ngoài chỉ là sự tương đối, tuỳ theo phạm vi xem xét. Cùng một mâu thuẫn nhưng xét trong mối quan hệ này là mâu thuẫn bên ngoài nhưng xét trong mối quan hệ khác lại là mâu thuẫn bên trong. Để xác định một mâu thuẫn nào đó là mâu thuẫn bên trong hay mâu thuẫn bên ngoài trước hết phải xác định phạm vi sự vật được xem xét.
Mâu thuẫn bên trong có vai trò quyết định trực tiếp đối với quá trình vận động và phát triển của sự vật. Còn mâu thuẫn bên ngoài có ảnh hưởng đến sự phát triển của sự vật. Tuy nhiên mâu thuẫn bên trong và mâu thuẫn bên ngoài không ngừng có tác động qua lại lẫn nhau. Việc giải quyết mâu thuẫn bên trong không thể tách rời việc giải quyết mâu thuẫn bên ngoài; việc giải quyết mâu thuẫn bên ngoài là điều kiện để giải quyết mâu thuẫn bên trong.
Căn cứ vào ý nghĩa đối với sự tồn tại và phát triển của toàn bộ sự vật, mâu thuẫn được chia thành mâu thuẫn cơ bản và mâu thuẫn không cơ bản:
- Mâu thuẫn cơ bản là mâu thuẫn quy định bản chất của sự vật, quy định sự phát triển  ở tất cả các giai đoạn của sự vật, nó tồn tại trong suốt quá trình tồn tại các sự vật. Mâu thuẫn cơ bản được giải quyết thì sự vật sẽ thay đổi cơ bản về chất.
- Mâu thuẫn không cơ bản là mâu thuẫn chỉ đặc trưng cho một phương diện nào đó của sự vật, nó không quy định bản chất của sự vật. Mâu thuẫn đó nảy sinh hay được giải quyết không làm cho sự vật thay đổi căn bản về chất.

Theo Hồ Chí Minh thì:
| “             | Khi việc gì có mâu thuẫn, khi phải tìm cách giải quyết tức là có vấn đề. Khi đã có vấn đề, ta phải nghiên cứu cho rõ cái gốc của mâu thuẫn là vấn đề gì. Phải điều tra, phải nghiên cứu các mâu thuẫn đó. Phải phân tách rõ ràng và có hệ thống, phải biết rõ cái nào là mâu thuẫn chính, cái nào là mâu thuẫn phụ. Phải đề ra cách giải quyết | ” |
| — Hồ Chí Minh | |   |

Căn cứ vào vai trò của mâu thuẫn đối với sự tồn tại và phát triển của sự vật trong một giai đoạn nhất định, các mâu thuẫn được chia thành mâu thuẫn chủ yếu và mâu thuẫn thứ yếu.
- Mâu thuẫn chủ yếu là mâu thuẫn nổi lên hàng đầu của một giai đoạn phát triển nhất định của sự vật và chi phối các mâu thuẫn khác trong giai đoạn đó. Giải quyết được mâu thuẫn chủ yếu trong từng giai đoạn là điều kiện cho sự vật chuyển sang giai đoạn phát triển mới.Mâu thuẫn cơ bản và mâu thuẫn chủ yếu có quan hệ chặt chẽ với nhau. Mâu thuẫn chủ yếu có thể là một hình thức biển hiện nổi bật của mâu thuẫn cơ bản hay là kết quả vận động tổng hợp của các mâu thuẫn cơ bản ở một giai đoạn nhất định. Việc giải quyết mâu thuẫn chủ yếu tạo điều kiện giải quyết từng bước mâu thuẫn cơ bản.
- Mâu thuẫn thứ yếu là những mâu thuẫn ra đời và tồn tại trong một giai đoạn phát triển nào đó của sự vật nhưng nó không đóng vai trò chi phối mà bị mâu thuẫn chủ yếu chi phối. Giải quyết mâu thuẫn thứ yếu là góp phần vào việc từng bước giải quyết mâu thuẫn chủ yếu.

Căn cứ vào tính chất của các quan hệ lợi ích, có thể chia mâu thuẫn trong xã hội thành mâu thuẫn đối kháng và mâu thuẫn không đối kháng.
- Mâu thuẫn đối kháng là mâu thuẫn giữa những giai cấp những tập đoàn người, có lợi ích cơ bản đối lập nhau. Như là: Mâu thuẫn giữa nông dân với địa chủ, giữa vô sản với tư sản....
- Mâu thuẫn không đối kháng là mâu thuẫn giữa những lực lượng xã hội có lợi ích cơ bản thống nhất với nhau, chỉ đối lập về những lợi ích không cơ bản, cục bộ, tạm thời. Việc phân biệt mâu thuẫn đối kháng và không đối kháng có ý nghĩa trong việc xác định đúng phương pháp giải quyết mâu thuẫn. Giải quyết mâu thuẫn đối kháng phải bằng phương pháp đối kháng.